# Burzahom

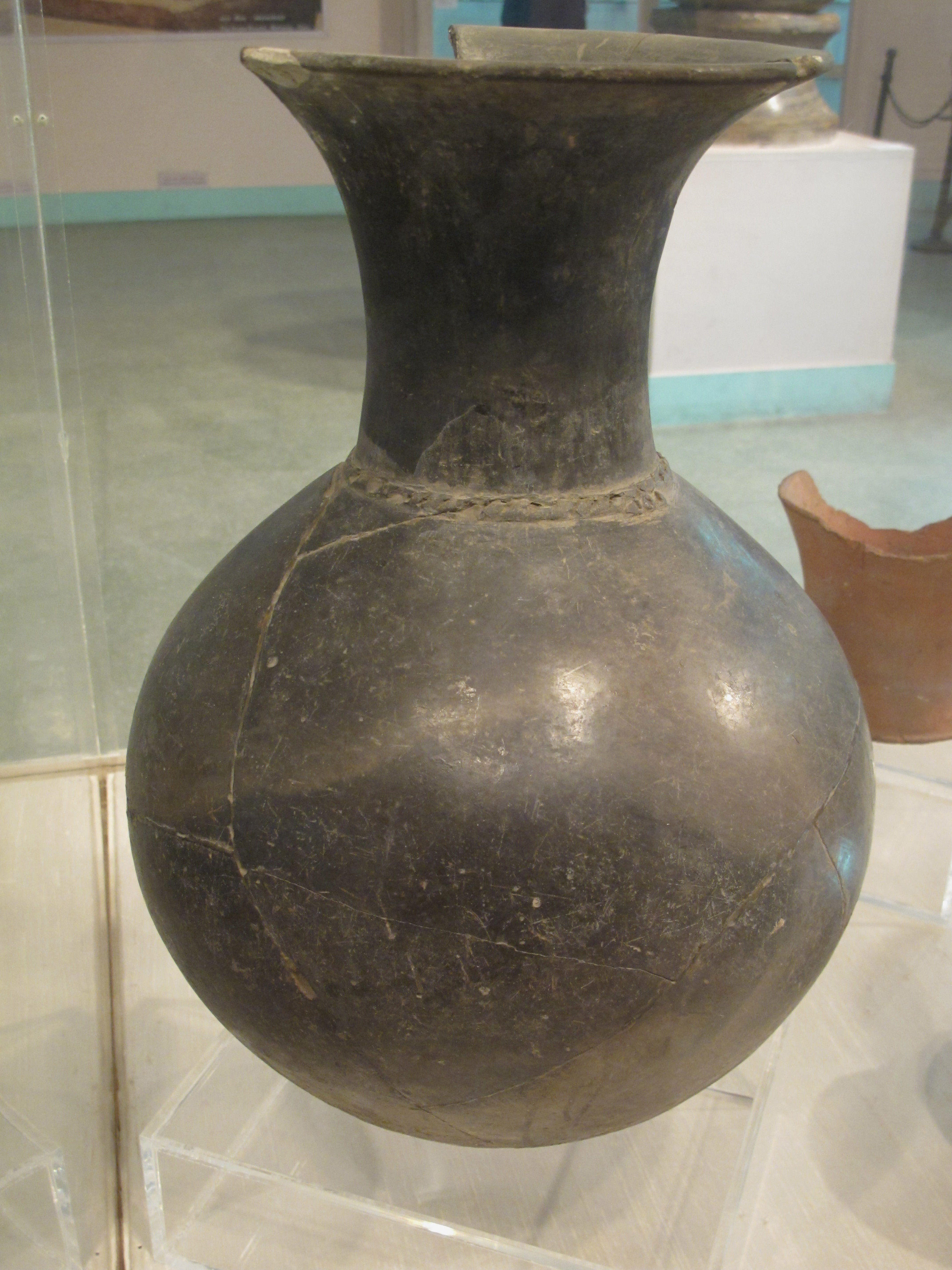
Gefäß aus Burzahom

Burzahom ist eine archäologische Ausgrabungsstätte in Kaschmir, etwa 16 km nordöstlich von Srinagar gelegen. Es handelt sich um eine der frühesten Siedlungen im indischen Raum.
Erste Grabungen fanden 1936 unter der Leitung von Helmut de Terra und Thomas Thomson Paterson statt, die eine Yale-Cambridge-Expedition führten. Umfangreiche weitere Untersuchungen gab es von 1960 bis 1971. Damals wurden die Reste einer Siedlung freigelegt, die von etwa 3000 bis 500 v. Chr. bestand. Es konnten vier Perioden unterschieden werden. Besonders die neolithischen Perioden I und II sind von besonderer Wichtigkeit für die Urgeschichte der Region, da es sonst nur wenige andere neolithische Siedlungen im indischen Raum gibt, die so gut erhalten sind.
Die unterste Schicht, Periode I, gehört zum Neolithikum. Bemerkenswert sind die in den Boden gegrabenen Wohnbauten. Sie waren meist rund, aber auch rechteckig und bis zu 4 Meter tief. Die Gruben waren unten breiter als oben. Pfostenlöcher belegen Stangen, die ein Dach stützten. Eher flache Gruben, die etwas weniger als 1 Meter tief waren, mögen als Speicher gedient haben. Es könnte sich auch um Wohnbauten für wärmere Jahreszeiten gehandelt haben. Keramik war bekannt, doch sind die gefundenen Scherben eher grob. Die rechteckigen Gruben enthielten Feuerstellen. Es fanden sich zahlreiche Knochen- und Steinwerkzeuge. Bisher sind keine Bestattungen gefunden worden. In Periode II wurden die ersten Häuser aus Lehmziegeln errichtet. In dieser Schicht fanden sich Gruben, in denen die Toten in Hockerstellung bestattet wurden. Auf den Knochen fand sich Ocker. Es gab keine Beigaben, von einigen Tierknochen abgesehen. Es gibt Belege für Trepanation (Schädelöffnungen). Aus dieser Schicht stammt schwarze sowie rot gebrannte Keramik. Ein Gefäß war mit einer gehörnten Figur bemalt. Stein- und Knochenwerkzeuge waren weiterhin im Gebrauch. Auf einem Stein fand sich eine eingeritzte Jagdszene.
In Periode III wurde weiterhin Keramik benutzt, die jetzt auf der Töpferscheibe hergestellt wurde. Die Periode wird mit Megalith-Kulturen verbunden. Stein- und Knochengeräte waren weiterhin im Gebrauch, es gibt aber auch Kupferobjekte. Es fanden sich auch Geröllstrukturen.
Periode IV datiert ins erste Jahrtausend v. Chr. Die Keramik ist weiterhin auf der Töpferscheibe produziert. Es kommen Eisenobjekte vor. Wohnbauten bestanden aus Lehm.

## Bibliographie
- Sartaj Ahsan Bhat, M C Dubey Burzahom (Burzohama) a Neolithic Site in Kashmir in International Journal of Trend in Scientific Research and Development (ijtsrd), ISSN 2456-6470, Volume-3 | Issue-2, February 2019, pp. 582–585, URL: https://www.ijtsrd.com/papers/ijtsrd21440.pdf